# Патиссон
Патиссо́н (от фр. pâtisson), или Таре́льчатая ты́ква — однолетнее травянистое растение семейства Тыквенные, разновидность тыквы обыкновенной (Cucurbita pepo). Культивируется по всему миру, в диком виде растение неизвестно.
Патиссонами также называют съедобные плоды этого растения. Их варят и жарят, маринуют и солят. Зрелые и перезрелые патиссоны непригодны для употребления в пищу.

## Название
В отечественной литературе научным названием таксона обычно считают Cucurbita pepo var. patisson. По другим данным, научное название таксона — Cucurbita pepo var. patisoniana.
На сайте GRIN правильным названием этого таксона считается Cucurbita pepo L. subsp. ovifera (L.) D.S.Decker  var. ovifera (L.) Harz (1885); название же Cucurbita pepo var. patisson Filov (1969), nom. nud. включено в синонимику таксона. Также к синонимике таксона отнесены названия Cucurbita melopepo L., Cucurbita ovifera L.basionym и Cucurbita pepo var. melopepo (L.) Harz.
Русское название растения является заимствованием из французского языка; французское же слово pâtisson образовано от pâté (пирог), что связано с формой плода.
Молодые плоды патиссонов, так же как у огурцов и кабачков, называются «цыплята».

## История
В Европу патиссон завезён из Америки и стал популярным во многих европейских странах в XVII веке. Позднее его стали выращивать в южных областях России. В XIX веке патиссоны распространились до Сибири.

## Биологическое описание

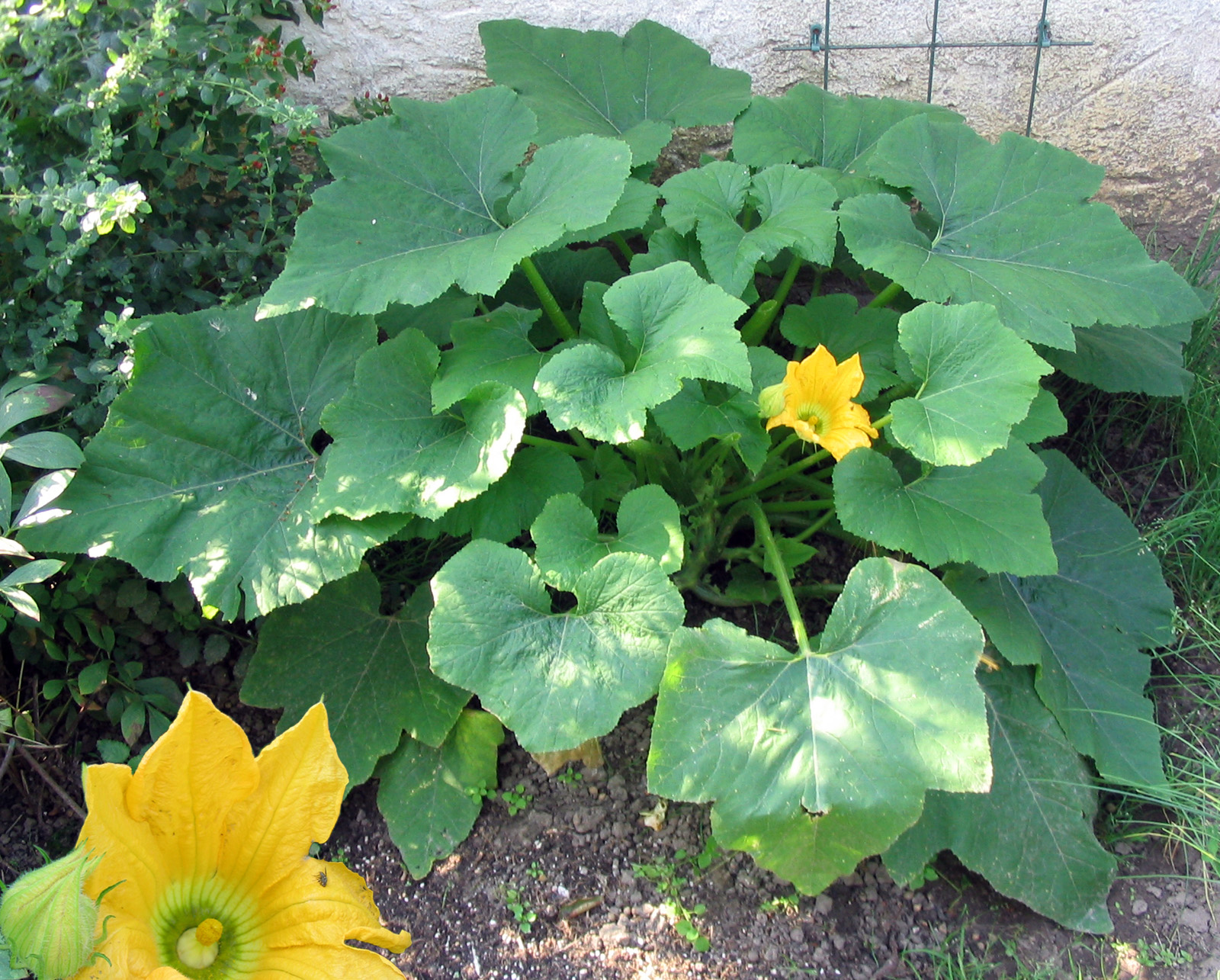
Цветущее растение

Патиссон — травянистое растение кустовой или полукустовой формы с крупными, относительно жёсткими листьями. Цветки одиночные, однополые, однодомные, жёлтой окраски. Плод — тыквина; форма и окраска плода, в зависимости от сорта, могут сильно различаться: форма бывает как колокольчатая, так и тарелочная; окраска — белая, жёлтая, зелёная, иногда с пятнами и полосами. Средняя масса плодов сорта Малахит от 45 до 550 г.

## Агротехника
Данная культура требовательна к влаге и почве, достаточно теплолюбива. Размножение — семенами или рассадой; сажать растения следует на расстоянии 70—80 см друг от друга.

## Вредители
Наиболее часто встречающимися на патиссонах вредителями являются:
- Белокрылка
- Медведка
- Бахчевая тля
- Паутинный клещ

## Пищевая ценность
| Калорийность, ккал | 19,4 |
| Белки, г           | 0,6  |
| Жиры, г            | 0,1  |
| Углеводы, г        | 4,3  |

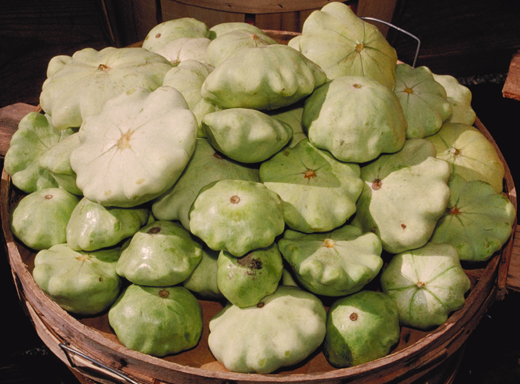
Плоды

Мякоть молодых недозрелых патиссонов плотнее и вкуснее, чем у кабачков, напоминает вкус грибов. Она содержит сахара (2,2 %), клетчатку (1,33 %), минеральные (1,1 %), и пектиновые (0,62 %) вещества. Органические кислоты (0,05 %) представлены преимущественно яблочной.